# Canadian Bank Note Company
De Canadian Bank Note Company (CBNC) is een Canadese drukkerij.
Het bedrijf is vooral bekend vanwege het contract met de Bank of Canada sinds 1935 om Canadese bankbiljetten te drukken. Andere opdrachtgevers zijn buitenlandse overheden, centrale banken, postdiensten uit allerlei landen en particuliere bedrijven.
Naast bankbiljetten produceert de CBNC paspoorten, rijbewijzen, geboorteakten, postzegels, coupons en vele andere veiligheidsbewuste documentgerelateerde producten. Het print en levert ook documentleessystemen voor identiteitskaarten, loten, postzegels en bankbiljetten.
Van 1897 tot 1923 was CBN een onderdeel van de in New York gevestigde American Bank Note Company (nu bekend als ABCorp). Het was later een particulier bedrijf toen het werd overgenomen door de zakenman Charles Worthen uit Ottawa, Ontario. Vanaf 1976 verwierf Douglas Arends langzaam de controle over het bedrijf. Het is sindsdien gevestigd in Ottawa. In oktober 2006 voltooide RR Donnelley de overname van de financiële drukkerij van Canadian Bank Note, bestaande uit documentatie voor beursintroducties.
Sinds 2014 is de Canadian Bank Note Company de belangrijkste leverancier van machinaal leesbare paspoorten die worden gebruikt in het landenblok van de Caricom.

## Galerij
Producten die door de CBNC zijn gedrukt.

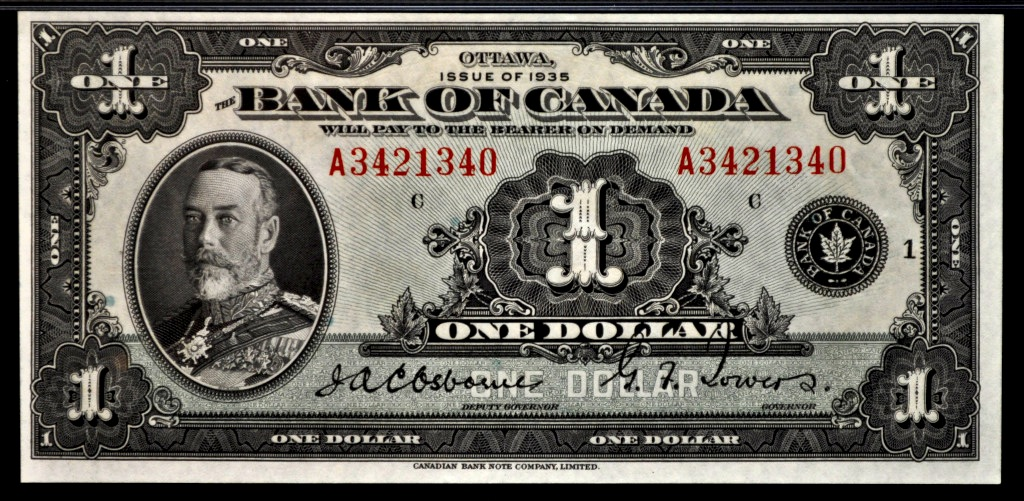
Canadese dollar, 1935
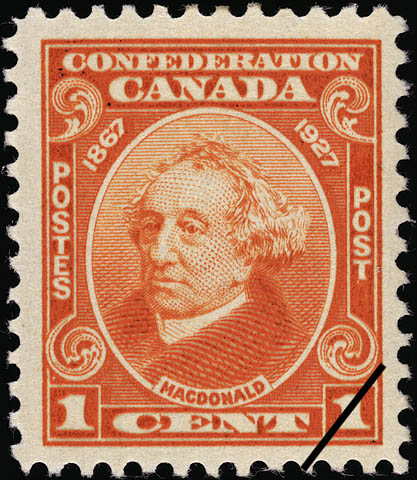
Canadese postzegel, 1927
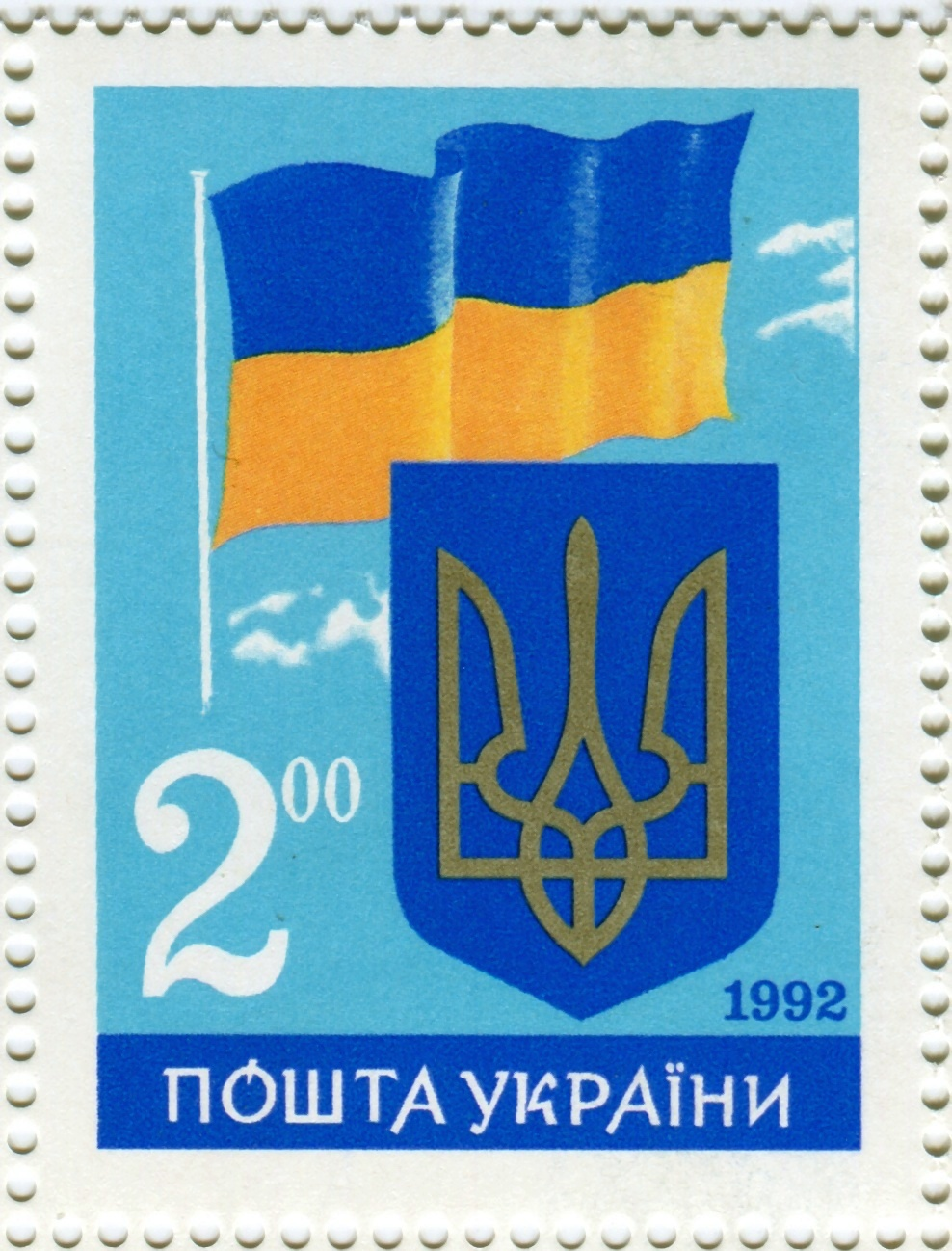
Oekraïense postzegel, 1992